# Дарвозький район
Дарво́зький район (тадж. Ноҳияи Дарвоз) — адміністративна одиниця другого порядку у складі Горно-Бадахшанської автономної області. Центр — село Калаїхум, розташоване за 368 км від Душанбе.

## Географія
Район розташований у долині річок П'яндж та її правих приток. На заході межує з Мумінободським та Ховалінзьким районами Хатлонської області, на півночі — з Тавілдаринським районом Міст і районів республіканського підпорядкування, на заході — з Ванцьким районом Горно-Бадахшанської автономної області, на півдні має кордон з Афганістаном.
Район розташований з обох боків Дарвазького хребта, який відходить від хребта Академії Наук біля піку Гармо. Він тягнеться майже на 200 км між річками Ванч та Хінгоб. З південного боку район обмежовує річка П'яндж. Дарвазький хребет, роблячи виток, впирається у вершину Хамтарма висотою 4484 м. Весь район порізаний високими хребтами, глибокими ущелинами, по яким течуть швидкі, важкопрохідні річки. Гори високі, скелясті, вкриті вічними снігами та льодовиками. Дерева та чагарники відрізняються скупістю, а трава доволі багата і являє собою гарні пасовища. Клімат доволі суворий — поширені бурі, морози та хуртовини. Влітку буває досить тепло, через що в найнижчих місцевостях сіють бавовник. В зниженнях клімат субтропічний. Гори, які спускаються терасами, вкриті ефемерами, рідколіссям з фісташки та бухарського мигдалю. На рівних ділянках вирощують гранат, хурму та інжир.
Вище 1600 м простягається пояс лісочагарників, де зростають зонтичні (камоль, прангос, пабулярія) та мигдаль і ясен. Уздовж річок в невеликих гаях ростуть тополя, обліпиха та верба. На кам'янистих схилах поширений зеравшанський ялівець. На висоті 2700 м проходить смуга розаріїв, вище 3000 м — колючі трави (кузинія) з полинниками і типчаком. Багатша рослинність на північних схилах Дарвазького хребта та на схилах хребта Петра Першого, де зустрічаються також волоський горіх, клен, алича, яблуня та боярка. В районі вирощують пшеницю, кукурудзу, фрукти, кавуни та дині. Вище в горах знаходяться високогірні пасовища.

## Населення
Населення — 21500 осіб (2013; 21300 в 2012, 21100 в 2011, 21200 в 2010, 21100 в 2009, 21300 в 2008, 24200 в 2007).

## Адміністративний поділ
Адміністративно район поділяється на 4 джамоати:
| Район                  | Площа, км² | Населення, осіб | Центр     | Населені пункти |
| ---------------------- | ---------- | --------------- | --------- | --------------- |
| Калаїхумський джамоат  | -          | 8337            | Калаїхум  | -               |
| Нульвандський джамоат  | -          | 3521            | Нульванд  | -               |
| Сагрідаштський джамоат | -          | 8750            | Сагрідашт | -               |
| Вішхарвський джамоат   | -          | 2933            | Вішхарв   | -               |

## Історія
Територія нохії відповідає історичного регіону Дарвазу. Район був утворений 14 грудня 1930 року як Калаїхумський у складі Гармської області Таджицької РСР. 26 червня 1991 року району було повернуто історичну назву — Дарвозький район.